# Cranford (román)
Cranford je román od anglické spisovatelky Elizabeth Gaskellové, poprvé jako celek vydaný v roce 1853. Cranford vycházel původně na pokračování v časopise Household Words, do kterého Gaskellová přispívala. Redaktorem časopisu byl Charles Dickens. První dvě kapitoly románu byly vydány pod názvem Our Society at Cranford 13. prosince 1851. Dalších šest dílů se v nepravidelných intervalech objevovalo až do roku 1853, kdy byl román vydán už i v celistvé podobě. Sama autorka přiznávala, že Cranford je román, po kterém sáhne, když ji něco trápí nebo ji něco bolí, protože ji vždy dokáže rozveselit. „Je to jediný můj román, který jsem po sobě dokázala znovu přečíst, a to několikrát,“ vyjádřila se o Cranfordu.

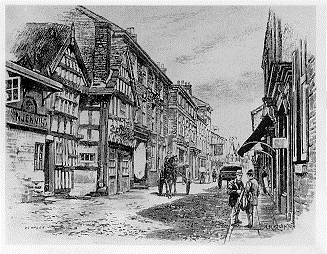
město Knutsford – předloha pro Cranford, nakreslil A.R. Quinton

## Obecná charakteristika románu
Cranford se od ostatních románů Gaskellové (zejména např. Mary Bartonová, Sever a Jih) liší zejména v tom, že se nesoustředí na závažné společenské problémy, ale spíše zaměřuje pozornost na každodenní běžné radosti a problémy obyvatel zmíněného městečka.
Cranford je fiktivní městečko, pro něž se stal předlohou Knutsford, ve kterém autorka strávila své dětství. Půvab románu spočívá v jeho milé starosvětskosti, která se odráží ve vztazích obyvatel Cranfordu. Autorka nenechala zahálet ani svůj smysl pro humor, který ale nezraňuje, ale je naopak velmi láskyplný. Lidé žijící v Cranfordu nejsou nikdy bez chyb, někdy se vyznačují výstředním chováním, ale vždy je spojuje lidskost a ochota pomoci příteli v nouzi.
Společný je pro obyvatele Cranfordu i strach z vzestupu průmyslové revoluce a pokroku a možného ohrožení starosvětského poklidu, který v Cranfordu panuje. Cranford je vykreslen jako poslední relikt staré doby, jako místo, kde čas se zastavil a kde jeho obyvatelé dělají vše pro to, aby to tak zůstalo. Systém společenských pravidel je v Cranfordu důkladně propracovaný: od pravidel slušného chování až po „Kodex noblesního chování“. Příslušná společenská situace si žádá příslušné chování.
Ve středu tohoto starosvětského společenství stojí dvě ženy: postarší a důstojná dáma, slečna Matilda Jenkynsová, a do Cranfordu nově příchozí mladá Mary Smithová. Jejich přátelství symbolizuje možnou symbiózu viktoriánské Anglie a jejich tradičních hodnot s nastupujícím novým věkem. Se slečnou Matildou žije ve společné domácnosti i její starší sestra, která je tou, co ovlivňuje cranfordské dění. Její názor je rozhodující a vliv na jednání její mladší sestry Matty zásadní. Mary o slečně Deboře říká: „Slečna Jenkynsová má vzhled ženy rozhodné a pevné v názorech, i když zvysoka opovrhuje moderními názory hlásajícími rovnoprávnost mužů a žen. Rovnoprávnost! Kdepak, slečna Debora ví, že ženy jsou mužům nadřazeny (strana 51). Právě Mary je tou, jejímiž očima obyvatele Cranfordu vidíme. Mary si drží určitý odstup a může nám tak nezávisle zprostředkovávat vlastní nezaujaté postřehy o někdy podivínských manýrech cranfordských občanů.

## Filmové, televizní a divadelní adaptace
Ke dni 22. března 2008 byl román třikrát zfilmován pro televizi společností BBC, a to v roce 1951, 1972 a 2007. V zatím nejnovější adaptaci se představila uznávaná britská herečka Judi Dench v roli Matyldy Jenkynsové. Z dalšího obsazení stojí za zmínku Francesca Annis jako lady Ludlowová, Simon Woods v roli doktora Harrisona nebo vynikající Imelda Staunton jako slečna Poleová.

## Česká vydání
- Cranford, Čas, Řitka 2011, přeložila Květa Palowská.
- Cranford – Cranfordské dámy, XYZ, Praha 2011, přeložil Jan Žlábek.
- Cranford – Zpovědi pana Harrisona, XYZ, Praha 2012, přeložil Jan Žlábek.